# منتخب فانواتو لكرة السلة
منتخب فانواتو لكرة السلة هو ممثل فانواتو الرسمي في المنافسات الدولية في كرة السلة. ينتمي إلى منطقة اتحاد أوقيانوسيا لكرة السلة. انضم إلى الاتحاد الدولي لكرة السلة في عام .